# Murathan Muslu
Murathan Muslu (Viena, 7 de novembro de 1981) é um ator e cantor austríaco de ascendência turca.

## Biografia
Muslu nasceu e cresceu no distrito Ottakring de Viena, filho de um casal turco. Em sua juventude, ele freqüentou várias escolas, aonde ele parou e continuou novamente. Em 1996 ele fundou o grupo Sua Kaan com Gjana Khan, sob o nome artístico de Aqil, que lançaram seu álbum de estreia, Aus Eigener Kraft, em 2010, o álbum foi indicado ao Amadeus Austrian Music Award. Em 2011, ele interpretou o personagem título na curta-metragem Papa de Umut Dağ. Um ano depois, ele apareceu no filme Kuma, que foi apresentado como parte do Festival Internacional de Cinema de Berlim 2012 como o filme de abertura da categoria Panorama. No final de 2012, ele apareceu no filme Tatort: Angezählt ao lado de Harald Krassnitzer e Adele Neuhauser. Por sua interpretação em Risse im Beton de Umut Dağs como Ertan, ele ganhou o prêmio de Melhor Intérprete 2014 no Filmkunstfest Mecklenburg-Vorpommern e no Austrian Film Prize 2015, respectivamente.

## Filmografia

### Cinema
| Ano  | Título                              | Personagem      | Notas          |
| ---- | ----------------------------------- | --------------- | -------------- |
| 2011 | Papa                                | Papa            | Curta-metragem |
| 2012 | Kuma                                | Hasan           |                |
| 2012 | Das Pferd auf dem Balkon            | Schurli         |                |
| 2013 | Blutgletscher                       | Luca            |                |
| 2014 | Risse im Beton                      | Ertan           |                |
| 2015 | Leberkäseland                       | Burhan          | Telefilme      |
| 2016 | Tschiller: Off Duty                 | Idris Ervan     |                |
| 2017 | Die Hölle                           | Ilhan           |                |
| 2017 | Wilde Maus                          | Mirko           |                |
| 2017 | Das deutsche Kind                   | Cem Balta       | Telefilme      |
| 2017 | Komplett von der Rolle              | Christian       |                |
| 2018 | Carneval – Der Clown bringt den Tod | Viktor Buslenko | Telefilme      |
| 2019 | Der Gute Bulle: Friss oder stirb    | Hassan Moussa   | Telefilme      |
| 2019 | 7500                                | Kenan           |                |
| 2019 | Pelikanblut                         | Desconhecido    |                |

### Televisão
| Ano     | Título                                   | Personagem                                        | Notas        |
| ------- | ---------------------------------------- | ------------------------------------------------- | ------------ |
| 2013    | Polizeiruf 110                           | Aykut Özyl                                        | 1 episódio   |
| 2013    | Covert Affairs                           | Günther                                           | 1 episódio   |
| 2013–18 | Tatort                                   | Ilhan Aziz, Idris Ervan, Ferhat Kara, Tomek Kodra | 5 episódios  |
| 2014    | Alarm für Cobra 11 – Die Autobahnpolizei | Djaco Grigorov                                    | 1 episódio   |
| 2016    | Helen Dorn                               | Khalid                                            | 1 episódio   |
| 2017    | Der Bozen-Krimi                          | Lorenzo Saffione                                  | 1 episódio   |
| 2017    | Keine zweite Chance                      | Robert Kleist                                     | 2 episódios  |
| 2017–18 | Schnell ermittelt                        | Christian Stanic                                  | 13 episódios |
| 2018    | Vorstadtweiber                           | Milo Albertin                                     | 3 episódios  |
| 2018    | Nachtschicht                             | Claude Kotcheff                                   | 1 episódio   |
| 2018–19 | CopStories                               | Valentin 'Itchy' Janusovic                        | 19 episódios |
| 2019    | M – Eine Stadt sucht einen Mörder        | Einsatzleiter                                     | 6 episódios  |
| 2019    | 8 Tage                                   | Deniz                                             | 8 episódios  |
| 2019    | Skylines                                 | Kadir "Kalifa" Yakut                              | 8 episódios  |

## Prêmios e indicações
| Ano  | Prêmio                               | Categoria                         | Filme                  | Resultado | Ref.  |
| ---- | ------------------------------------ | --------------------------------- | ---------------------- | --------- | ----- |
| 2014 | Filmkunstfest Mecklenburg-Vorpommern | Melhor Intérprete Dramático       | Risse im Beton         | Venceu    | [ 2 ] |
| 2015 | Diagonale                            | Melhor Intérprete                 | Risse im Beton         | Venceu    | [ 3 ] |
| 2015 | Österreichischer Filmpreis           | Melhor Intérprete Masculino       | Risse im Beton         | Venceu    | [ 4 ] |
| 2018 | Romy                                 | Intérprete Favorito               | Komplett von der Rolle | Indicado  |       |
| 2019 | Bayerischer Fernsehpreis             | Melhor Intérprete em um Telefilme | Das deutsche Kind      | Indicado  |       |